# Parafia św. Michała Archanioła w Miłocicach
Parafia pw. św. Michała Archanioła w Miłocicach - parafia należąca do dekanatu Miastko, diecezji koszalińsko-kołobrzeskiej, metropolii szczecińsko-kamieńskiej. Została utworzona 1 stycznia 1990.

## Miejsca święte

### Kościół parafialny
Kościół pw. św. Michała Archanioła w Miłocicach
Kościół parafialny został zbudowany w XVIII wieku jako obiekt szachulcowy, poświęcony w 1947 roku.

### Kościoły filialne i kaplice
- Kościół pw. Najświętszej Maryi Panny Królowej Pokoju w Słosinku
- Kościół pw. Jezusa Dobrego Pasterza w Wołczy Wielkiej
- Punkt odprawiania Mszy św. w Kamnicy